# Margaret Rhodes
Margaret Rhodes, nata Elphinstone (Westminster, 9 giugno 1925 – Windsor, 25 novembre 2016), è stata una nobildonna britannica e fu prima cugina di Elisabetta II del Regno Unito. Dal 1991 al 2002 fu dama di compagnia di sua zia, la Regina Madre.

## Gioventù ed istruzione
Nata Margaret Elphinstone a Westminster, a Londra, era la figlia minore di Sidney Buller-Fullerton-Elphinstone, XVI Lord Elphinstone, e della moglie Mary Bowes-Lyon, sorella di Elizabeth Bowes-Lyon, la Regina Madre. Meno di un anno più vecchia della futura regina, fu un'abituale compagna di giochi della giovane principessa Elisabetta. Durante la seconda guerra mondiale visse al Castello di Windsor e a Buckingham Palace, e seguì un corso da segretaria. Il 20 novembre 1947 fu una delle damigelle al matrimonio della principessa Elisabetta.

## Carriera
Durante la seconda guerra mondiale lavorò come segretaria per l'MI6. Fu la Dama della Camera da Letto — una specie di dama di compagnia — per la zia, la regina madre Elisabetta, dal 1991 fino alla sua morte nel 2002.
In quell'anno Margaret Rhodes fu nominata Luogotenente dell'Ordine Reale Vittoriano (LVO) e iniziò a vivere alla Garden House, offertale dalla regina nel parco di Windsor. All'avvicinarsi dell'80º compleanno della regina Elisabetta II, Margaret Rhodes rilasciò un'intervista alla BBC in cui affermò il suo pensiero secondo il quale la regina non avrebbe mai abdicato.
La sua autobiografia, The Final Curtsey ("L'ultimo inchino"), fu pubblicata nel 2011. Fu il "naufrago" nello show Desert Island Discs di BBC Radio 4 il 3 giugno 2012.
Il 27 novembre 2016 Buckingham Palace confermò che Margaret Rhodes era deceduta all'età di 91 anni il 25 novembre, a seguito di una breve malattia.

## Ascendenza
|                                                              |                                                             |                                           | Genitori                                 |  |  | Nonni |  |  | Bisnonni                                       |  |  | Trisnonni                         |  |
|                                                              |                                                             |                                           |                                          |  |  |       |  |  | 8. James Drummond Buller-Fullerton-Elphinstone |  |  | 16. William Fullerton-Elphinstone |  |
|                                                              |                                                             |                                           |                                          |  |  |       |  |  | 8. James Drummond Buller-Fullerton-Elphinstone |  |  | 16. William Fullerton-Elphinstone |  |
|                                                              |                                                             | 17. Elizabeth Fullerton                   |                                          |  |  |       |  |  | 8. James Drummond Buller-Fullerton-Elphinstone |  |  |                                   |  |
| 4. William Buller-Fullerton-Elphinstone, XV Lord Elphinstone |                                                             |                                           |                                          |  |  |       |  |  | 8. James Drummond Buller-Fullerton-Elphinstone |  |  |                                   |  |
|                                                              |                                                             | 9. Anna Maria Buller                      | 18. Edward Buller, I baronetto           |  |  |       |  |  |                                                |  |  |                                   |  |
|                                                              |                                                             | 9. Anna Maria Buller                      | 18. Edward Buller, I baronetto           |  |  |       |  |  |                                                |  |  |                                   |  |
|                                                              |                                                             | 9. Anna Maria Buller                      | 19. Gertrude Van Cortlandt               |  |  |       |  |  |                                                |  |  |                                   |  |
| 2. Sidney Buller-Fullerton-Elphinstone, XVI Lord Elphinstone |                                                             | 9. Anna Maria Buller                      |                                          |  |  |       |  |  |                                                |  |  |                                   |  |
|                                                              |                                                             | 10. Alexander Murray, VI conte di Dunmore | 20. George Murray, V conte di Dunmore    |  |  |       |  |  |                                                |  |  |                                   |  |
|                                                              |                                                             | 10. Alexander Murray, VI conte di Dunmore | 20. George Murray, V conte di Dunmore    |  |  |       |  |  |                                                |  |  |                                   |  |
|                                                              |                                                             | 10. Alexander Murray, VI conte di Dunmore | 21. Susan Hamilton                       |  |  |       |  |  |                                                |  |  |                                   |  |
| 5. Costance Euphemia Murray                                  |                                                             | 10. Alexander Murray, VI conte di Dunmore |                                          |  |  |       |  |  |                                                |  |  |                                   |  |
|                                                              |                                                             | 11. Catherine Herbert                     | 22. George Herbert, XI conte di Pembroke |  |  |       |  |  |                                                |  |  |                                   |  |
|                                                              |                                                             | 11. Catherine Herbert                     | 22. George Herbert, XI conte di Pembroke |  |  |       |  |  |                                                |  |  |                                   |  |
|                                                              |                                                             | 11. Catherine Herbert                     | 23. Ekaterina Semënovna Voroncova        |  |  |       |  |  |                                                |  |  |                                   |  |
| 1. Margaret Rhodes                                           |                                                             | 11. Catherine Herbert                     |                                          |  |  |       |  |  |                                                |  |  |                                   |  |
|                                                              | 12. Claude Bowes-Lyon, XIII conte di Strathmore e Kinghorne | 24. Thomas George Lyon-Bowes, Lord Glamis |                                          |  |  |       |  |  |                                                |  |  |                                   |  |
|                                                              | 12. Claude Bowes-Lyon, XIII conte di Strathmore e Kinghorne | 24. Thomas George Lyon-Bowes, Lord Glamis |                                          |  |  |       |  |  |                                                |  |  |                                   |  |
|                                                              | 12. Claude Bowes-Lyon, XIII conte di Strathmore e Kinghorne | 25. Charlotte Grimstead                   |                                          |  |  |       |  |  |                                                |  |  |                                   |  |
| 6. Claude Bowes-Lyon, XIV conte di Strathmore e Kinghorne    | 12. Claude Bowes-Lyon, XIII conte di Strathmore e Kinghorne |                                           |                                          |  |  |       |  |  |                                                |  |  |                                   |  |
|                                                              |                                                             | 13. Frances Dora Smith                    | 26. Oswald Smith                         |  |  |       |  |  |                                                |  |  |                                   |  |
|                                                              |                                                             | 13. Frances Dora Smith                    | 26. Oswald Smith                         |  |  |       |  |  |                                                |  |  |                                   |  |
|                                                              |                                                             | 13. Frances Dora Smith                    | 27. Henrietta Mildred Hodgson            |  |  |       |  |  |                                                |  |  |                                   |  |
| 3. Mary Bowes-Lyon                                           |                                                             | 13. Frances Dora Smith                    |                                          |  |  |       |  |  |                                                |  |  |                                   |  |
|                                                              |                                                             | 14. Charles Cavendish-Bentinck            | 28. Charles Bentinck-Bentinck            |  |  |       |  |  |                                                |  |  |                                   |  |
|                                                              |                                                             | 14. Charles Cavendish-Bentinck            | 28. Charles Bentinck-Bentinck            |  |  |       |  |  |                                                |  |  |                                   |  |
|                                                              |                                                             | 14. Charles Cavendish-Bentinck            | 29. Anne Wellesly                        |  |  |       |  |  |                                                |  |  |                                   |  |
| 7. Cecilia Cavendish-Bentinck                                |                                                             | 14. Charles Cavendish-Bentinck            |                                          |  |  |       |  |  |                                                |  |  |                                   |  |
|                                                              |                                                             | 15. Louisa Burnaby                        | 30. Edwyn Burnaby                        |  |  |       |  |  |                                                |  |  |                                   |  |
|                                                              |                                                             | 15. Louisa Burnaby                        | 30. Edwyn Burnaby                        |  |  |       |  |  |                                                |  |  |                                   |  |
|                                                              |                                                             | 15. Louisa Burnaby                        | 31. Anne Caroline Salisbury              |  |  |       |  |  |                                                |  |  |                                   |  |
|                                                              |                                                             | 15. Louisa Burnaby                        |                                          |  |  |       |  |  |                                                |  |  |                                   |  |